# Henniker
Henniker är en kommun (town)  i Merrimack County i den amerikanska delstaten New Hampshire med 6 185 invånare (2020).

## Kända personer från Henniker
- Nathaniel B. Baker, politiker
- James W. Patterson, politiker